# Slimmer dan een kind van 10?
Slimmer dan een kind van 10? is een Vlaamse kennisquiz op VT4 gepresenteerd door Goedele Liekens, gebaseerd op het format van de Amerikaanse quiz Are You Smarter than a 5th Grader?.
In deze televisiequiz moet een volwassene tien vragen beantwoorden, die rechtstreeks uit de boeken komen van het eerste tot het vijfde leerjaar. De deelnemer mag kiezen uit tien vakken die gelinkt worden aan een specifiek studiejaar. Indien hij het antwoord niet weet kan een beperkt aantal keer de hulp worden ingeroepen van een klasje van 5 tienjarigen.
Het programma werd zowel door recensenten en het publiek als een flop onthaald en werd na één seizoen afgevoerd. 